# La reina de los lagartos
La reina de los lagartos (traduïble com a «La reina dels llangardaixos») és una pel·lícula espanyola de gènere fantàstic de 2020, dirigida per Burnin' Percebes (Juan González Gutiérrez i Fernando Martínez Fernández). És protagonitzada per Bruna Cusí i Javier Botet, i es va estrenar en sala comercial el 20 de novembre de 2020.

## Sinopsi
Berta és una mare soltera que viu un amor d'estiu amb Javi, un home peculiar que està de pas per la seva vida i la de Margot, la seva filla. Tots tres decideixen passar junts l'últim dia que Javi hi serà a la Terra, per aprofitar al màxim les poques hores que els queden. Quan arriba el moment d'acomiadar-se, Berta es troba de cop davant d'una situació inesperada, la qual li girarà la vida.

## Repartiment
- Bruna Cusí, com a Berta.
- Javier Botet, com a Javi.
- Margot Sánchez Bassols, com a Margot.
- Roger Coma, com a Padre Enrique.
- Miki Esparbé, com a Xavi.
- Ivan Labanda, com a veí.
- Al Sarcoli, com a veí.

## Producció
L'obra es va rodar en només deu dies, a diversos indrets de Barcelona. Es va escollir el format de Super-8 per l'estalvi que suposa aquest format respecte als 35 o als 16 mm, i també per l'estètica que buscaven els directors del film. El format va condicionar el rodatge i el guió, ja que no es podia fer plans de més de tres minuts de durada. També es van acceptar des del principi els possibles errors de filmació, o les deficiències del procés de revelatge. Motiu pel qual la pel·lícula té moments en què es veu desenfocada, com ara la seqüència amb Miki Esparbé.
Sergio Bertran ha estat l'encarregat de la banda sonora de la pel·lícula. Els Burnin' Percebes s'han fet càrrec del guió, la direcció de fotografia, muntatge i producció del film, aquesta última juntament amb Aquí y Allí Films, S.L.
La pel·lícula va fer un recorregut per diferents festivals abans la seva estrena en sala comercial el 20 de novembre de 2020: el Cinespaña de Tolosa (2019), el Festival de Sevilla (2019), el ALCINE d'Alcalà de Henares (2020), el Rizoma de Madrid (2020), i el D'A de Barcelona (2020). Després de l'estrena també s'ha exhibit al BAFICI de Buenos Aires (2021), i al BFI de Londres (2021).

## Palmarès
- Nominada a disset categories dels premis Goya (2021).[13]
- Nominada a dos categories dels Feroz (2021): Espacial i Millor Cartell.[14]
- Premio Rizoma de Cine (2019).[15]